# Silvestro Milani
Silvestro Milani (* 25. Februar 1958 in Treviolo) ist ein ehemaliger italienischer Radrennfahrer und nationaler Meister im Radsport.

## Sportliche Laufbahn
Milani war im Bahnradsport und im Straßenradsport erfolgreich.
Er war Teilnehmer der Olympischen Sommerspiele 1980 in Moskau. In der Mannschaftsverfolgung belegte der Vierer aus Italien in der Besetzung Pierangelo Bincoletto, Guido Bontempi, Ivano Maffei und Silvestro Milani den 4. Platz.
Als Amateur gewann er 1978 die Settimana Internazionale della Brianza, 1979 das Eintagesrennen Monte-Carlo–Alassio, den Giro delle Tre Province und eine Etappe der Settimana Ciclistica Lombarda. 1980 gewann er die Coppa San Geo vor Moreno Argentin und eine Anzahl weiterer Rennen in Italien. Im Gran Premio della Liberazione belegte er den 2. Platz hinter Marco Cattaneo.
Im Bahnradsport gewann er 1977 die nationale Meisterschaft in der Mannschaftsverfolgung und im Punktefahren. 1978 wurde er erneut Meister in der Mannschaftsverfolgung. Bei den UCI-Bahn-Weltmeisterschaften 1979 gewann er die Bronzemedaille in der Mannschaftsverfolgung gemeinsam mit Maurizio Bidinost, Pierangelo Bincoletto und Sandro Callari. Er startete für den Verein S.C. La Nuova Baggio-Capp.
1982 wurde Milani Berufsfahrer im Radsportteam Hoonved-Bottecchia und gewann in seiner ersten Saison als Profi die 15. Etappe des Giro d’Italia. 1985 entschied er zwei Etappen der Tour de Romandie für sich. 1983 wurde er hinter Francesco Moser Zweiter im Rennen Mailand–Turin, 1985 Dritter im Giro di Campania. 1987 war er Mitglied des siegreichen Teams Del Tongo-Colnago in der Cronostaffetta.
Den Giro d’Italia bestritt er viermal, wobei seine beste Platzierung in der Gesamtwertung der 105. Platz 1982 war. In der Tour de France 1982 schied er aus.